# Gerhard Scholz (Politiker, 1898)
Gerhard Scholz (* 17. Februar 1898 in Wultschau, Gemeinde Moorbad Harbach in Niederösterreich, † nach 1933) war ein deutscher Politiker (KPD) und  Mitglied des Preußischen Abgeordnetenhauses.

## Leben
Gerhard Scholz war als Metallarbeiter in Frankfurt am Main beschäftigt und politisch engagiert.
Er war Mitglied der Kommunistischen Partei Deutschlands und 1933 für den Wahlkreis 19 Hessen-Nassau deren Vertreter im Preußischen Abgeordnetenhaus.